# Thoracaster
Thoracaster is een geslacht van kamsterren uit de familie Porcellanasteridae.

## Soort
- Thoracaster cylindratus Sladen, 1883